# Hemidactylus coalescens
Espèce
Hemidactylus coalescens est une espèce de geckos de la famille des Gekkonidae.

## Répartition
Cette espèce se rencontre dans le sud du Cameroun, au Gabon et en République démocratique du Congo.

## Publication originale
- Wagner, Leaché & Fujita, 2014 : Description of four new West African forest geckos of the Hemidactylus fasciatus Gray, 1842 complex, revealed by coalescent species delimitation. Bonn zoological Bulletin, vol. 63, no 1, p. 1–14 (texte intégral).